# Apogonia insignis
Apogonia insignis är en skalbaggsart som beskrevs av Brenske 1893. Apogonia insignis ingår i släktet Apogonia och familjen Melolonthidae. Inga underarter finns listade i Catalogue of Life.